# Campionato mondiale di scherma 2006
Il Campionato mondiale di scherma 2006 si è svolto all'Oval Lingotto di Torino, in Italia. La città sabauda aveva già ospitato il torneo iridato nell'edizione del 1961.
Le competizioni sono iniziate il 30 settembre e terminate il 7 ottobre.

## Uomini
| Evento                                     | Oro                                                                     | Argento                                                                      | Bronzo                                                                       |
| Spada                                      |                                                                         |                                                                              |                                                                              |
| Spada maschile individuale (2 ottobre)     | Wang Lei                                                                | Joaquim Videira                                                              | Sven Järve Igor' Tichomirov                                                  |
| Spada maschile a squadre (6 ottobre)       | Francia Érik Boisse Gauthier Grumier Fabrice Jeannet Ulrich Robeiri     | Spagna José Luis Abajo Ignacio Canto Juan Castañeda Eduardo Sepulveda Puerto | Ucraina Dmytro Čumak Dmytro Karjučenko Maksym Chvorost Bohdan Nikišyn        |
| Fioretto                                   |                                                                         |                                                                              |                                                                              |
| Fioretto maschile individuale (3 ottobre)  | Peter Joppich                                                           | Andrea Baldini                                                               | Stefano Barrera Lei Sheng                                                    |
| Fioretto maschile a squadre (7 ottobre)    | Francia Loïc Attely Erwann Le Péchoux Nicolas Beaudan Marcel Marcilloux | Germania Peter Joppich Dominik Behr Richard Breutner Benjamin Kleibrink      | Italia Salvatore Sanzo Andrea Baldini Andrea Cassarà Simone Vanni            |
| Sciabola                                   |                                                                         |                                                                              |                                                                              |
| Sciabola maschile individuale (1º ottobre) | Stanislav Pozdnjakov                                                    | Zsolt Nemcsik                                                                | Aleksej Frosin Won Woo-young                                                 |
| Sciabola maschile a squadre (6 ottobre)    | Francia Julien Pillet Boris Sanson Nicolas Lopez Vincent Anstett        | Ucraina Dmytro Bojko Volodymyr Lukašenko Oleh Šturbabin Vladyslav Tretjak    | Russia Aleksej Frosin Nikolaj Kovalëv Stanislav Pozdnjakov Aleksej Jakimenko |

## Donne
| Evento                                      | Oro                                                                 | Argento                                                                            | Bronzo                                                                       |
| Spada                                       |                                                                     |                                                                                    |                                                                              |
| Spada femminile individuale (3 ottobre)     | Tímea Nagy                                                          | Irina Embrich                                                                      | Laura Flessel Emese Szász                                                    |
| Spada femminile a squadre (6 ottobre)       | Cina Li Na Luo Xiaojuan Zhang Li Zhong Weiping                      | Francia Laura Flessel Maureen Nisima Marysa Baradji-Duchêne Hajnalka Kiraly        | Germania Claudia Bokel Imke Duplitzer Britta Heidemann Marijana Markovic     |
| Fioretto                                    |                                                                     |                                                                                    |                                                                              |
| Fioretto femminile individuale (1º ottobre) | Margherita Granbassi                                                | Valentina Vezzali                                                                  | Giovanna Trillini Aida Mohamed                                               |
| Fioretto femminile a squadre (5 ottobre)    | Russia Svetlana Bojko Aida Šanaeva Julija Chakimova Jana Ruzavina   | Italia Elisa Di Francisca Margherita Granbassi Giovanna Trillini Valentina Vezzali | Corea del Sud Jeon Hee-Sok Jung Gil-Ok Nam Hyun-Hee Seo Mi-Jung              |
| Sciabola                                    |                                                                     |                                                                                    |                                                                              |
| Sciabola femminile individuale (2 ottobre)  | Rebecca Ward                                                        | Mariel Zagunis                                                                     | Kim Hye Lim Sada Jacobson                                                    |
| Sciabola femminile a squadre (7 ottobre)    | Francia Anne-Lise Touya Léonore Perrus Cécile Argiolas Solenne Mary | Stati Uniti Rebecca Ward Mariel Zagunis Sada Jacobson                              | Russia Ekaterina D'jačenko Ekaterina Fedorkina Elena Nečaeva Sof'ja Velikaja |

## Medagliere
| Posizione | Nazione       |    |    |    | Totale |
| --------- | ------------- | -- | -- | -- | ------ |
| 1         | Francia       | 4  | 1  | 1  | 6      |
| 2         | Russia        | 2  | 0  | 3  | 5      |
| 3         | Cina          | 2  | 0  | 1  | 3      |
| 4         | Italia        | 1  | 3  | 3  | 7      |
| 5         | Stati Uniti   | 1  | 2  | 1  | 4      |
| 6         | Ungheria      | 1  | 1  | 2  | 4      |
| 7         | Germania      | 1  | 1  | 1  | 3      |
| 8         | Ucraina       | 0  | 1  | 1  | 2      |
| 8         | Estonia       | 0  | 1  | 1  | 2      |
| 10        | Spagna        | 0  | 1  | 0  | 1      |
| 10        | Portogallo    | 0  | 1  | 0  | 1      |
| 12        | Corea del Sud | 0  | 0  | 3  | 3      |
| 13        | Canada        | 0  | 0  | 1  | 1      |
| Totale    | Totale        | 12 | 12 | 18 | 42     |